# Liste der Baudenkmäler in Bischofswiesen

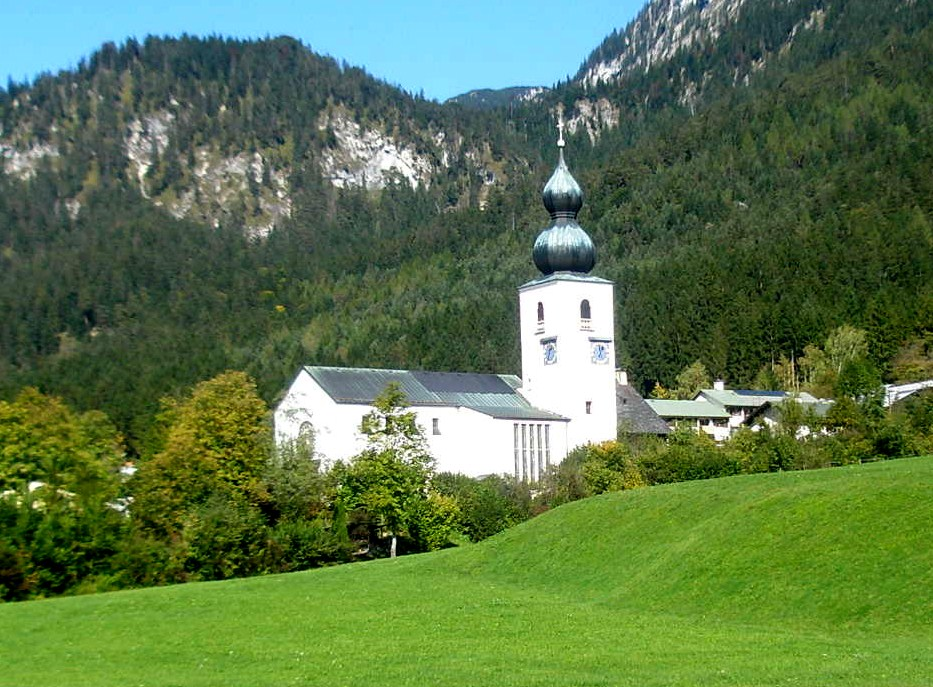
Katholische Kirche in Winkl

Auf dieser Seite sind die Baudenkmäler in der oberbayerischen Gemeinde Bischofswiesen zusammengestellt. Diese Tabelle ist eine Teilliste der Liste der Baudenkmäler in Bayern. Grundlage ist die Bayerische Denkmalliste, die auf Basis des Bayerischen Denkmalschutzgesetzes vom 1. Oktober 1973 erstmals erstellt wurde und seither durch das Bayerische Landesamt für Denkmalpflege geführt wird. Die folgenden Angaben ersetzen nicht die rechtsverbindliche Auskunft der Denkmalschutzbehörde.

## Baudenkmäler nach Gemeindeteilen

### Bischofswiesen
| Lage                            | Objekt                                                                | Beschreibung | Akten-Nr.              | Bild                                                                  |
| ------------------------------- | --------------------------------------------------------------------- | --- | ---------------------- | --------------------------------------------------------------------- |
| Aschauerweiherstraße (Standort) | Bildstock, sogenannte Pestsäule                                       | Pfeiler mit Nischenlaterne aus Rotmarmor, wohl 16. Jahrhundert | D-1-72-117-3 Wikidata  | Bildstock, sogenannte Pestsäule                                       |
| Erbmühlweg 1 (Standort)         | Erbmühle                                                              | ehemalige Getreidemühle, dreigeschossiger Bau mit Steilsatteldach, 17./18. Jahrhundert | D-1-72-117-5 Wikidata  | Erbmühle                                                              |
| Grabenweg 11 (Standort)         | Hofkapelle, sogenannte Egglerkapelle                                  | kleiner Putzbau mit Schopfwalmdach, Dachreiter und Traufgesims, wohl 18. Jahrhundert; mit Ausstattung. | D-1-72-117-6 Wikidata  | BW                                                                    |
| Hauptstraße 20 (Standort)       | Pestsäule                                                             | Tuffsteinsäule mit marmornem Aufsatz, wohl 16. Jahrhundert | D-1-72-117-83 Wikidata | BW                                                                    |
| In der Au 7 (Standort)          | Zwiehof, sogenanntes Vorderes Auerlehen                               | Bauernhaus, erdgeschossiger Putzbau mit flachem Satteldach und Holzbohlen-Kniestock, 17./18. Jahrhundert; Stallstadel, erdgeschossiger Blockbau mit flachem Satteldach, 17./18. Jahrhundert                   | D-1-72-117-12 Wikidata | BW                                                                    |
| Rathausplatz 1 (Standort)       | Katholische Pfarrkirche Herz Jesu                                     | langgestreckter neugotischer Saalbau mit eingezogenem Polygonalchor, angefügter Sakristei und seitlichem Fassadenturm mit Zwiebelhaube, von Georg Metzendorf, 1924/26; mit Ausstattung                        | D-1-72-117-15 Wikidata | weitere Bilder                                                        |
| Rathausplatz 1 (Standort)       | Kriegerdenkmal zur Erinnerung an die Gefallenen des Ersten Weltkriegs | kapellenartige einseitig geöffnete Anlage mit Glockendach, nach Plänen von Georg Metzendorf, 1931, nachträglich ergänzte Tafel zur Erinnerung an die Gefallenen des Zweiten Weltkriegs, 1952; mit Ausstattung | D-1-72-117-93 Wikidata | Kriegerdenkmal zur Erinnerung an die Gefallenen des Ersten Weltkriegs |
| Steinerlehen (Standort)         | Hofkapelle, sogenannte Steinerkapelle                                 | kleiner Putzbau mit rundem Schluss und Schopfwalmdach mit Schindeleindeckung, bezeichnet 1797 | D-1-72-117-11 Wikidata | Hofkapelle, sogenannte Steinerkapelle                                 |
| Straßenmeisterei 12 (Standort)  | Dienstgebäude der Straßenmeisterei Bischofswiesen                     | zweigeschossiger Flachsatteldachbau mit giebelseitiger Laube und Türgewänden aus Nagelfluh, im alpenländischen Heimatstil, von Gustav Gsaenger, 1937–39                                                       | D-1-72-117-103         | BW                                                                    |
| Wassererweg 30 (Standort)       | Hofkapelle, sogenannte Hirnsbergkapelle                               | kleine verputzte Nischenanlage mit Schindeldach und Dachreiter, wohl 18. Jahrhundert; mit Ausstattung | D-1-72-117-20 Wikidata | Hofkapelle, sogenannte Hirnsbergkapelle                               |

### Engedey
| Lage                                                | Objekt                                                                                   | Beschreibung | Akten-Nr.              | Bild |
| --------------------------------------------------- | ---------------------------------------------------------------------------------------- | --- | ---------------------- | ---- |
| Bachmanngut (Standort)                              | Hofkapelle des Bachmannguts, sogenannte Bachmannkapelle                                  | massive Nischenanlage mit weit vorkragendem Walmdach und Dachreiter, 17./18. Jahrhundert; mit Ausstattung | D-1-72-117-30 Wikidata | BW   |
| Engedey Bachmannweg (Standort)                      | Bildstockkapelle, sogenannte Heißenbichlkapelle                                          | kleine verputzte Nischenanlage mit weit vorkragendem Schopfwalmdach, 1. Hälfte 19. Jahrhundert; mit Ausstattung | D-1-72-117-21 Wikidata | BW   |
| Klinggraben 50 (Standort)                           | Ehemaliges Brunnhaus Söldenköpfl der Soleleitung Berchtesgaden-Reichenhall               | ausgebaut zum Gasthaus, um 1826 | D-1-72-117-22 Wikidata | BW   |
| Ramsauer Straße 119 (Standort)                      | Ehemals Wassermühle, sogenannte Hebenstreitmühle                                         | breit gelagerter zweigeschossiger Massivbau mit Flachsatteldach und Rundbogenportal, 18. Jahrhundert, Dach bezeichnet mit dem Jahr 1826 | D-1-72-117-24 Wikidata | BW   |
| Ramsauer Straße 150; Ramsauer Straße 152 (Standort) | Ehemaliges Brunnhaus Ilsank der Soleleitung Berchtesgaden-Reichenhall, sogenannte Ilsank | zweigeschossiger verschindelter Turm mit Zeltdach mit seitlichen Verbindungsbauten zum erdgeschossigen massiven Satteldachbau und hölzernem Stadel mit Satteldach, 1826 | D-1-72-117-25 Wikidata | BW   |
| Vierradlehen (Standort)                             | Feldkreuz                                                                                | gefasster barocker Korpus, wohl 18. Jahrhundert | D-1-72-117-32 Wikidata | BW   |
| Vierradweg (Standort)                               | Bildstock, sogenannte Pestsäule                                                          | Nagelfluhpfeiler mit Bildnische, wohl 16. Jahrhundert | D-1-72-117-31 Wikidata | BW   |
| Vierradweg 45/47 (Standort)                         | Ehemals Zwiehof, sogenanntes Vierradhlehen, zum Landhaus ausgebaut                       | Wohnhaus, zweigeschossiger verputzter Massivbau mit flachem Satteldach, Blockbau-Kniestock, Zwerchhaus sowie Erkern und großer Terrassenanlage, im Kern 18. Jahrhundert, Ausbau und Vergrößerung durch Georg Zimmermann 1909; Ehemaliges Bedienstetenhaus, zweigeschossiger massiver Flachsatteldachbau mit umlaufender Laube, im Kern 1. Hälfte 19. Jahrhundert, Erweiterung 1909; Gartenmauer mit Rundbogenportal, 1909 | D-1-72-117-28 Wikidata | BW   |
| Vierradweg 69 (Standort)                            | Ehemals Zwiehof, sogenanntes Bachmanngut                                                 | zweigeschossiges Wohnstallhaus mit flachem Satteldach, Blockbau-Obergeschoss und Laube, bezeichnet mit den Jahren 1697 und 1701 | D-1-72-117-29 Wikidata | BW   |

### Loipl
| Lage                        | Objekt                                                       | Beschreibung | Akten-Nr.              | Bild           |
| --------------------------- | ------------------------------------------------------------ | --- | ---------------------- | -------------- |
| Klemmsteinweg 7 (Standort)  | Troadkasten des sogenannten Breidlerlehen                    | zweigeschossiger Blockbau mit flachem Satteldach und vorkragendem Obergeschoss, 17./18. Jahrhundert, Anbau 1. Hälfte 19. Jahrhundert | D-1-72-117-35 Wikidata | BW             |
| Thanngasse 10 (Standort)    | Kapelle der Gnotschaft Loipl und Wallfahrtskapelle St. Maria | langgestreckter Saalbau mit Apsis, turmartigem Vorbau mit Dachreiter und quer angefügter Sakristei, 1799; mit Ausstattung; Ölbergkapelle, verputzte Nischenanlage mit Satteldach, um 1750; mit Ausstattung; Laufbrunnen, Kalksteinsäule mit Becken, bezeichnet 1880 | D-1-72-117-41 Wikidata | weitere Bilder |
| Vogelberg 14, 15 (Standort) | Feldkasten des sogenannten Vogllehens                        | Erdgeschossiger Blockbau, vorkragendes Obergeschoss in Ständerbauweise, Flachsatteldach mit Legschindeln, 17./18. Jahrhundert | D-1-72-117-89 Wikidata | BW             |

### Stanggaß
| Lage                                           | Objekt | Beschreibung | Akten-Nr.              | Bild                              |
| ---------------------------------------------- | --- | --- | ---------------------- | --------------------------------- |
| Aschauerweiherstraße 90 (Standort)             | Feldkasten, ehemals zum sogenannten Freilehen gehörend                                                               | zweigeschossiger Blockbau mit flachem Satteldach und vorkragendem Obergeschoss, 17./18. Jahrhundert | D-1-72-117-47 Wikidata | BW                                |
| Aschauerweiherstraße 101 (Standort)            | Wohnstallhaus des ehemals fürstpröpstlichen Zwiehofs, sogenannter Dietfeldhof                                        | zweigeschossiger verputzter Flachsatteldachbau, 1583, verändert 18./19. Jahrhundert | D-1-72-117-48 Wikidata | BW                                |
| Aschauweg 10 (Standort)                        | Bauernhaus des ehemaligen Zwiehofs, sogenanntes Unteraschau-Lehen                                                    | eingeschossiger Flachsatteldachbau mit Blockbau-Kniestock, giebelseitiger Laube sowie marmornen Tür- und Fenstergewänden, 16. Jahrhundert | D-1-72-117-49 Wikidata | BW                                |
| Aschauweg 12, Oberaschaulehen (Standort)       | Bauernhaus des ehemals Fürstpröpstlichen Meierhofs, sogenanntes Oberaschau-Lehen                                     | zweigeschossiger verputzter Massivbau mit Hochlaube, bezeichnet mit dem Jahr 1633, Umbau und Flachsatteldach bezeichnet mit 1856; Hof- und Feldkapelle, sogenannte Aschaukapelle, kleiner Putzbau mit weit vorkragendem Walmdach, wohl 18. Jahrhundert | D-1-72-117-50 Wikidata | BW                                |
| Nähe Berchtesgadener Straße (Standort)         | Hofkapelle, sogenannte Stodlhäusl-Kapelle                                                                            | Nischenanlage mit vorkragendem Satteldach auf Pfeilern, bezeichnet mit dem Jahr 1721, wohl versetzt 1. Hälfte 19. Jahrhundert | D-1-72-117-54 Wikidata | weitere Bilder                    |
| Nähe Berchtesgadener Straße 105 (Standort)     | Ehemaliges Feuerwehrgerätehaus                                                                                       | sogenanntes Feuerlösch-Requisiten-Lokal, erdgeschossiger Holzständerbau mit vorkragendem Satteldach, ehemals mit Schlauchturm, zum Hotel Geiger gehörig, um 1900 | D-1-72-117-98          | weitere Bilder                    |
| Berchtesgadener Straße 65 (Standort)           | Rädermacherlehen | Bauernhaus eines Zwiehofs, Tür- und Fenstergewände in Rotmarmor, 17./18. Jahrhundert | D-1-72-117-53 Wikidata | BW                                |
| Druckerboden 2 (Standort)                      | Bauernhaus des ehemaligen Zwiehofs, sogenanntes Druckerboden-Lehen                                                   | zweigeschossiger Flachsatteldachbau mit verputztem Blockbau-Obergeschoss, wohl 17. Jahrhundert | D-1-72-117-58 Wikidata | weitere Bilder                    |
| Hanielstraße 10, 12 (Standort)                 | Villa Schoenhäusl | Ehemaliges Landhaus, zweigeschossiger Flachsatteldachbau mit Blockbau-Obergeschoss, Erker, Lauben und Rotmarmorportal, erbaut zunächst nach Plänen von Gabriel von Seidl, vollendet von Georg Zimmermann, im Heimatstil, 1900/05; Parkanlage, in der Art eines englischen Landschaftsgartens, gleichzeitig. | D-1-72-117-60          | BW                                |
| Hochgartdörfl 16 (Standort)                    | Ehemals Einödhof, sogenanntes Unterhochgart-Lehen                                                                    | zweigeschossiger Einfirsthof mit flachem Satteldach und Laube, bezeichnet mit dem Jahr 1680 | D-1-72-117-61 Wikidata | BW                                |
| Hochgartdörfl 17 (Standort)                    | Bauernhaus des ehemaligen Einödhofs, sogenanntes Mitterhochgart-Lehen                                                | breit gelagerter zweigeschossiger Flachsatteldachbau mit verputztem Blockbau-Obergeschoss, 16./17. Jahrhundert; Feldkreuz, 18. Jahrhundert | D-1-72-117-62 Wikidata | BW                                |
| Im Rostwald (Standort)                         | Bildstock | Kalksteinsäule mit Nischenaufsatz, wohl 16. Jh. | D-1-72-117-64 Wikidata | Bildstock                         |
| Im Rostwald (Standort)                         | Wegkapelle | kleiner offener Holzbau mit Satteldach auf gamauertem Sockel, wohl 18. Jahrhundert; mit Ausstattung | D-1-72-117-63          | Wegkapelle                        |
| Im Rostwald 20 (Standort)                      | Ehemals Wohnstallhaus, sogenanntes Rosthäusl                                                                         | zweigeschossiger verputzter Massivbau mit Halbwalmdach, 1. Hälfte 19. Jahrhundert, mit überlebensgroßem barockem Kruzifix und kleinem Kruzifix mit Marterwerkzeugen am Holzschuppen | D-1-72-117-65 Wikidata | BW                                |
| Kälbersteinstraße 15 (Standort)                | Villa Wintermoos | zur Villa ausgebautes ehemaliges Bauernhaus des frühen 19. Jahrhunderts, herrschaftlicher dreigeschossigen Putzbau mit Flachsatteldach, mehrgeschossigem Balkonvorbau und seitlichem Anbau, im alpenländischen Heimatstil, um 1880/90; Park mit Auffahrtsallee, um 1900 | D-1-72-117-68 Wikidata | weitere Bilder                    |
| Klausweg 10 (Standort)                         | Bauernhaus des ehemaligen Zwiehofs, sogenanntes Klauslehen                                                           | zweigeschossiger verputzter Flachsatteldachbau mit Kniestock und Rundbogenportal, 17./18. Jahrhundert, Obergeschoss, Lauben und Außentreppe, 1912 | D-1-72-117-69 Wikidata | BW                                |
| Nähe Moosweg (Standort)                        | Wegkapelle, sogenannte Stocker-Kapelle                                                                               | große Nischenanlage mit verschindeltem Zeltdach, wohl 19. Jahrhundert; mit Ausstattung | D-1-72-117-70 Wikidata | BW                                |
| Reitweg 10, Nähe Reitweg; Reitweg 8 (Standort) | Ehemals Wohnstallhaus des Zwiehofs, sogenanntes Oberreitlehen                                                        | zweigeschossiger Flachsatteldachbau mit Blockbau-Obergeschoss und Lauben, 1644; Feldkreuz, barocker Holzkorpus auf erneuertem Kreuz, 18. Jahrhundert | D-1-72-117-73 Wikidata | BW                                |
| Roßpoint 8, 10 (Standort)                      | Hofkapelle, sogenannte Rosspoint-Kapelle                                                                             | kleiner Putzbau mit eingezogenem Polygonalschluss und vorkragendem Schopfwalmdach mit Dachreiter, bezeichnet mit dem Jahr 1890; mit Ausstattung | D-1-72-117-74 Wikidata | weitere Bilder                    |
| Schönfeldspitzweg 6 (Standort)                 | Ehemals Hotelpension und Café Schönfeldspitze                                                                        | großer dreigeschossiger Walmdachbau, zwei Ecktürme mit Kegeldach, Mittelrisalit mit Ziergiebel, Balkonen und Loggien, in historisierender Formensprache, 1903 | D-1-72-117-52 Wikidata | BW                                |
| Sieglweg 9 (Standort)                          | Hofkapelle, sogenannte Siegl-Kapelle                                                                                 | verputzter Massivbau mit eingezogener Apsis, verschindeltem Schopfwalmdach mit Dachreiter sowie Putzgliederung, bezeichnet mit dem Jahr 1772 | D-1-72-117-75 Wikidata | BW                                |
| Sonnleitstraße 37 (Standort)                   | Landhaus, sogenannte Villa Askania                                                                                   | vornehmer zweigeschossiger Flachsatteldachbau mit hölzernem Kniestock, Zwerchhaus, Erker und traufseitiger Lauben, im historisierenden Heimatstil, von August Brüchle, 1905; Einfriedung und Gartenstützmauer aus Stampfbeton mit eingelassenem Rotmarmorbrunnen des 18. Jahrhunderts, gleichzeitig | D-1-72-117-76 Wikidata | weitere Bilder                    |
| Sonnleitstraße 50 (Standort)                   | Einfriedungsmauern                                                                                                   | Zur ehemaligen Villa Felicitas, jetzt Altersheim, gehörige Einfriedungsmauern mit schmiedeeisernen Toren, 1927/28 nach Plan von Eugen Kreiser | D-1-72-117-77 Wikidata | weitere Bilder                    |
| Unteraschaulehen (Standort)                    | Feldkreuz | farbig gefasster Korpus mit Wettermantel, 18. Jahrhundert | D-1-72-117-46 Wikidata | BW                                |
| Urbanweg 25, 25 a, 25 b, 26, 28 (Standort)     | Ehemals Reichskanzlei Dienststelle Berchtesgaden, dann Verwaltungssitz des sogenannten Recreation Center der US Army | Baugruppe aus zwei zweigeschossigen, firstparallelen Flachsatteldachbauten mit Lauben, Standerkern und Rundbogeneingängen, durch niedrigen Querbau mit Satteldachverbunden, in Anlehnung an regionale Bauformen, von Alois Degano, 1936/37; Ehemaliges Kraftwagengebäude, zweigeschossiger Massivbau mit flachem Satteldach, gleichzeitig; Ehemaliger Luftschutzstollen, vom Hauptbau über ca. 500 m nach Südwesten führend, 1943–45 | D-1-72-117-90 Wikidata | weitere Bilder                    |
| Kälbersteinkopf (Standort)                     | Kapelle, sogenannte Kälberstein-Kapelle                                                                              | rechteckiger Quaderbau mit Satteldach und Dachreiter, im historisierender Formensprache, bezeichnet 1882; mit Ausstattung | D-1-72-117-67 Wikidata | BW                                |
| Kälbersteinkopf (Standort)                     | Wegkapelle, sogenanntes Rostkreuz                                                                                    | große geöffnete Nischenanlage mit Schopfwalmdach, Kruzifix und Mater Dolorosa, um 1720; mit Ausstattung | D-1-72-117-66 Wikidata | Wegkapelle, sogenanntes Rostkreuz |

### Strub
| Lage                             | Objekt                                                    | Beschreibung | Akten-Nr.              | Bild                                                      |
| -------------------------------- | --------------------------------------------------------- | --- | ---------------------- | --------------------------------------------------------- |
| Böcklgasse 9 (Standort)          | Wohnteil des ehemaligen Einödhofs, sogenanntes Böckllehen | zweigeschossiger Flachsatteldachbau mit verputztem Blockbau-Obergeschoss, 17./18. Jahrhundert, Umbau bezeichnet 1845         | D-1-72-117-79 Wikidata | Wohnteil des ehemaligen Einödhofs, sogenanntes Böckllehen |
| Böcklweiherstraße 15 (Standort)  | Hofkapelle, sogenannte Böcklmühlkapelle                   | kleiner Massivbau mit dreiseitigem Schluss, Krüppelwalmdach, Putzgliederung und Dachreiter, bezeichnet 1912; mit Ausstattung | D-1-72-117-80 Wikidata | weitere Bilder                                            |
| Gebirgsjägerstraße 37 (Standort) | Hofkapelle, sogenannte Burgerkapelle                      | kleiner verputzter Massivbau mit Satteldach und dreiseitigem Schluss, 19./20. Jahrhundert; mit Ausstattung                   | D-1-72-117-81 Wikidata | BW                                                        |

### Winkl
| Lage                                | Objekt                                                               | Beschreibung | Akten-Nr.              | Bild                                                                 |
| ----------------------------------- | -------------------------------------------------------------------- | --- | ---------------------- | -------------------------------------------------------------------- |
| Holzstubenweg 10 (Standort)         | Bauernhaus des ehemaligen Zwiehofs, sogenanntes Oberbodenpoint-Lehen | zweigeschossiges Wohnspeicherhaus mit flachem Satteldach und Rundbogenportal aus Rotmarmor, 16./17. Jahrhundert, Blockbau-Obergeschoss mit Laube 20. Jahrhundert | D-1-72-117-84 Wikidata | Bauernhaus des ehemaligen Zwiehofs, sogenanntes Oberbodenpoint-Lehen |
| Pfaffenkogelweg 22 (Standort)       | Bauernhaus des ehemaligen Zwiehofs, sogenanntes Pfaffenlehen         | zweigeschossiger verputzter Flachsatteldachbau, bezeichnet mit dem Jahr 1762 | D-1-72-117-86 Wikidata | Bauernhaus des ehemaligen Zwiehofs, sogenanntes Pfaffenlehen         |
| Pfarrer-Gruber-Straße 2 (Standort)  | Katholische Pfarrkirche St. Johann Nepomuk                           | Saalbau mit geradem Chorschluss, Querschiff mit angefügtem Turm mit Haubendach sowie langgestreckter Sakristei, von Clemens Böhm, 1963; mit Ausstattung | D-1-72-117-13 Wikidata | weitere Bilder                                                       |
| Reichenhaller Straße 135 (Standort) | Kapelle am Hallthurm                                                 | barocker Putzbau mit eingezogener Apsis, Krüppelwalmdach mit Schindeleindeckung, Dachreiter mit Zwiebelhaube, 1753; mit Ausstattung | D-1-72-117-87 Wikidata | Kapelle am Hallthurm                                                 |
| Ruppen Ruppenweg 6 (Standort)       | Hofkapelle                                                           | kleiner Schopfwalmdachbau mit eingezogenem Chor und Putzgliederung, bez. 1889; mit Ausstattung. | D-1-72-117-17          | Hofkapelle                                                           |
| Unterklapflehen (Standort)          | Reste eines Kalkofens                                                | Bruchstein, wohl 18. Jahrhundert | D-1-72-117-85 Wikidata | Reste eines Kalkofens                                                |
| In Hallthurm (Standort)             | Wehrturm, sogenannter Hallthurm                                      | Rest der von den Berchtesgadener Chorherren errichteten Passbefestigung, aus Bruchsteinmauerwerk mit massiver Eckquaderung, um 1194, im 19. Jahrhundert zum Teil abgetragen, Pyramidendach wohl Ende 19. Jahrhundert; Ehemalige Talsperrmauern, östlich und westlich des Turms im Wald, 12. Jahrhundert, später teilweise erneuert | D-1-72-117-91 Wikidata | weitere Bilder                                                       |

### Weitere Gemeindeteile
| Lage                                        | Objekt      | Beschreibung                                                                                | Akten-Nr.      | Bild |
| ------------------------------------------- | ----------- | ------------------------------------------------------------------------------------------- | -------------- | ---- |
| Bischofswiesener Forst Kothalm (Standort)   | Kothalm     | Kaser der Kothalm, erdgeschossiger Blockbau mit Flachsatteldach, bez. 1840; in 1032 m Höhe. | D-1-72-117-105 | BW   |
| Bischofswiesener Forst Mitteralm (Standort) | Mitterkaser | Mitterkaser, eingeschossiger Blockbau mit Satteldach, 18./19. Jh; auf 1224 m Höhe.          | D-1-72-117-104 | BW   |

## Ehemalige Baudenkmäler
In diesem Abschnitt sind Objekte aufgeführt, die früher einmal in der Denkmalliste eingetragen waren, jetzt aber nicht mehr. Objekte, die in anderem Zusammenhang – also z. B. als Teil eines Baudenkmals – weiter eingetragen sind, sollen hier nicht aufgeführt werden. Aktennummern in diesem Abschnitt sind ehemalige, jetzt nicht mehr gültige Aktennummern.

| Lage                                              | Objekt                                                            | Beschreibung | Akten-Nr.              | Bild |
| ------------------------------------------------- | ----------------------------------------------------------------- | --- | ---------------------- | ---- |
| Bischofswiesen Aschauerweiherstraße 14 (Standort) | Wohnhaus, sogenanntes Wagnerhaus                                  | altertümlicher Bau, verputzt, zum Teil verbrettert, im Kern 17./18. Jahrhundert; zur ehemaligen Hammerschmiede, Nr. 16, gehörig | D-1-72-117-1 Wikidata  | BW   |
| Bischofswiesen Aschauerweiherstraße 16 (Standort) | Ehemaliges Hammerschmiede                                         | mit Flachsatteldach, 18. Jahrhundert | D-1-72-117-2 Wikidata  | BW   |
| Bischofswiesen Hauptstraße 54 (Standort)          | Wohn- und Gasthaus, sogenanntes Bachhäusl                         | zweigeschossiger verputzter Traufseitbau mit flachem Satteldach, im Kern 18. Jahrhundert, zahlreiche Anbauten aus jüngerer Zeit | D-1-72-117-8 Wikidata  | BW   |
| Bischofswiesen Hauptstraße 90 (Standort)          | Ehemaliges Schulhaus von Bischofswiesen                           | mit Krüppelwalmdach, 1822, Ausbauten um 1900 | D-1-72-117-9 Wikidata  | BW   |
| Bischofswiesen Quellenweg 11 (Standort)           | Wohnstallhaus des ehemaligen Zwiehofs, sogenanntes Hundsreitlehen | zweigeschossiger Flachsatteldachbau mit Blockbau-Obergeschoss, Hochlaube sowie umlaufender Laube, bezeichnet 1614 | D-1-72-117-14 Wikidata | BW   |
| Bischofswiesen Riedherrngasse 7 (Standort)        | Riedherrn-Lehen                                                   | Bauernhaus, Hausgang mit spätmittelalterlichem Gewölbe, Wandbild, 16./17. Jahrhundert. | D-1-72-117-16 Wikidata | BW   |
| Bischofswiesen Ruppenweg 7 (Standort)             | Oberruppen-Lehen                                                  | Bauernhaus, im Kern 17./18. Jahrhundert, Ruppen-Kapelle, mit Schopfwalmdach, wohl 18. Jahrhundert; mit Ausstattung; gehört zu Ruppenweg 7 | D-1-72-117-17 Wikidata | BW   |
| Bischofswiesen Wassererweg 31 (Standort)          | Wasserer-Lehen                                                    | Bauernhaus, 18. Jahrhundert | D-1-72-117-19 Wikidata | BW   |
| Engedey Ramsauer Straße 172 (Standort)            | Ehemals Bauernhof, sogenanntes Bichllehen                         | zweigeschossiger Einfirsthof mit flachem Satteldach, umlaufender Laube und Hochlaube, wohl 18. Jahrhundert | D-1-72-117-26 Wikidata | BW   |
| Loipl Am Bärngraben 26 (Standort)                 | Austragshäusl                                                     | First bezeichnet mit dem Jahr 1856 | D-1-72-117-33 Wikidata | BW   |
| Loipl Am Bärngraben 30 (Standort)                 | Ehemals Einödhof, sogenanntes Bärnlehen                           | zweigeschossiges Bauernhaus mit flachem Satteldach, Blockbau-Obergeschoss und umlaufender Laube sowie Hochlaube, um 1700 | D-1-72-117-34 Wikidata | BW   |
| Loipl Gasslehen 10 (Standort)                     | Ehemals Einödhof, sogenanntes Gasslehen                           | zweigeschossiges Wohnstallhaus mit flachem Satteldach, verputztem Blockbau-Obergeschoss und umlaufender Laube, 18. Jahrhundert | D-1-72-117-36 Wikidata | BW   |
| Loipl Klemmsteinweg 23 (Standort)                 | Altes Herzoglehen, ehemaliger Zwiehof                             | Bauernhaus mit Blockbau-Obergeschoss, 17./18. Jahrhundert | D-1-72-117-37 Wikidata | BW   |
| Loipl Rothenweg 12 (Standort)                     | Feldkasten                                                        | Blockbau mit vorkragendem Oberteil, schindelgedeckt, 17./18. Jahrhundert; zum Rothenlehen gehörig | D-1-72-117-39 Wikidata | BW   |
| Loipl Schwarzeckerweg 30 (Standort)               | Häusleranwesen                                                    | um Mitte 19. Jahrhundert | D-1-72-117-40 Wikidata | BW   |
| Loipl Thanngasse 38 (Standort)                    | Ehemals Einödhof, sogenanntes Thürlehen                           | zweigeschossiges Wohnstallhaus mit flachem Satteldach, Blockbau-Kniestock und umlaufender Laube, wohl 18. Jahrhundert | D-1-72-117-43 Wikidata | BW   |
| Stanggaß Ponnötz 8 (Standort)                     | Ponnlehen                                                         | Bauernhaus eines Zwiehofs, mit Fenster- und Türgewänden in Rotmarmor, 17./18. Jahrhundert | D-1-72-117-71 Wikidata | BW   |
| Stanggaß Reitweg 8 (Standort)                     | Ehemals Austragshäusl                                             | zweigeschossiger Putzbau mit flachem Satteldach, im Kern 18. Jahrhundert, modern erweitert | D-1-72-117-72 Wikidata | BW   |
| Stanggaß Urbanweg 8 (Standort)                    | Urbanlehen,                                                       | Bauernhaus, bezeichnet mit dem Jahr 1664 | D-1-72-117-78 Wikidata | BW   |
| Strub Struberberg 7 (Standort)                    | Landhaus, sogenanntes Haus Hubertus                               | zweigeschossiger Schopfwalmdachbau mit rustizierten Pfeilern, westlichem Standerker, zweiseitig umlaufender Laube und Giebellaube, im alpenländischen Stil, nach Plänen des Baugeschäfts Baumann, 1898/99, Umgestaltung und östlicher Erweiterungsbau mit Wintergarten, 1928 | D-1-72-117-94          | BW   |
| Winkl Greinswiesenweg 7 (Standort)                | Bauernhaus des sogenannten Oberen Greinswieser                    | zweigeschossiger verputzter Flachsatteldachbau mit Lauben sowie Fenster- und Türstöcken in Rotmarmor, 16./17. Jahrhundert | D-1-72-117-82 Wikidata | BW   |
| Winkl Ruppenweg 2 (Standort)                      | Unterruppenlehen                                                  | Bauernhaus, mit steinernen Fenster- und Türgewänden und Wandbild im Giebel, bezeichnet mit dem Jahr 1795, angebaute ehemalige Mühle mit Schindeldach, 19. Jahrhundert. | D-1-72-117-10 Wikidata | BW   |
| Winkl Seppengraben 4 (Standort)                   | Ehemals Einödhof, sogenanntes Seppenhäusel                        | zweigeschossiger Einfirsthof mit flachem Satteldach und Blockbau-Obergeschoss sowie umlaufender Laube, im Kern 18. Jahrhundert | D-1-72-117-18 Wikidata | BW   |
| Winkl auf der Landesgrenze ()                     | Grenzsteine                                                       | Bayern-Österreich, 1818 | D-1-72-117-88 Wikidata |      |

## Abgegangene Baudenkmäler
In diesem Abschnitt sind Objekte aufgeführt, die früher einmal in der Denkmalliste eingetragen waren, jetzt aber nicht mehr existieren, z. B. weil sie abgebrochen wurden. Aktennummern in diesem Abschnitt sind ehemalige, jetzt nicht mehr gültige Aktennummern.

| Lage                                           | Objekt                   | Beschreibung | Akten-Nr.                                       | Bild             |
| ---------------------------------------------- | ------------------------ | --- | ----------------------------------------------- | ---------------- |
| Stanggaß Berchtesgadener Straße 105 (Standort) | Tankstelle mit Waschhaus | zweigeschossiger Putzbau mit flachem Satteldach und erdgeschossigem Werkstattanbau, 1924 | D-1-72-117-57 zugehörig (vormals D-1-72-117-55) | BW               |
| Stanggaß Berchtesgadener Straße 105 (Standort) | Schneiderhäusel          | Wohnhaus, ehemaliges Handwerkerhaus, zweigeschossiger verputzter Bau, Flachsatteldach mit Legschindeln, 2. Hälfte des 19. Jahrhunderts 2016 wegen Baufälligkeit kontrolliert zum Einsturz gebracht | D-1-72-117-57 zugehörig (vormals D-1-72-117-55) | Schneiderhäusel  |
| Stanggaß Berchtesgadener Straße 109 (Standort) | Neues Logierhaus         | Bettenhaus des Hotels Geiger, zweigeschossiger Schopfwalmdachbau mit Zwerchhäusern, Gauben, Balkonen und Zierfachwerk, westlich risalitartiger Querbau, im Heimatstil, von Architekt Wicklein, 1890 2019 abgerissen | D-1-72-117-57 zugehörig (vormals D-1-72-117-56) | Neues Logierhaus |
| Stanggaß Berchtesgadener Straße 111 (Standort) | Hotel Geiger             | im Kern Bauernhaus des ehemaligen Hienleitlehens, 18. Jahrhundert, Ausbau zum Hotel seit 1866 im Heimatstil, dreigeschossiger Flachsatteldachbau mit Lauben und Zwerchhäusern, Anbau des Seitenflügels mit Giebelrisalit und weiterer Ausbau mit Repräsentationsräumen, im Heimatstil, 1874 ff.; Parkanlage, weitläufige Grünfläche mit Freischwimmbecken, ab 1866; 2018 abgerissen | D-1-72-117-57 Wikidata                          | weitere Bilder   |